# Basterrat

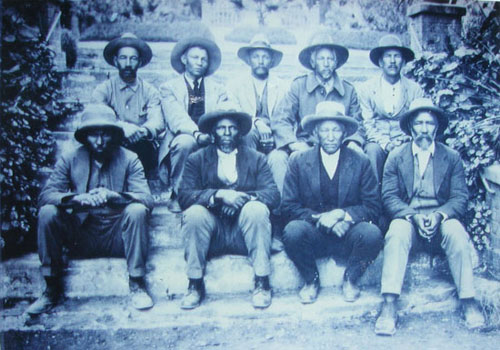
Basterrat (1923)

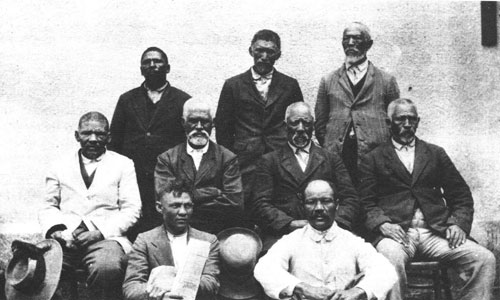
Basterrat (1915)

Der Basterrat (afrikaans Basterraad), auch englisch Legislative Council, ist das Parlament des zeitweilig teilweise anerkannten (von Südafrika), seit 1990 aber nicht anerkannten Staates Rehoboth Gebiet im heutigen Namibia. Er bildet gemeinsam mit dem Captains Council die Legislative.
1872, zuletzt 1976, wurden die gesetzlichen Grundlagen für den Legislativrat geschaffen. Er war von 1872 bis Ende des 19. Jahrhunderts als Volksraad (deutsch Volksrat) bekannt. Demnach wird dieser jedes Jahr im Januar (historisch binnen der ersten 14 Tage des Januars) von den  Einwohnern des Gebietes gewählt. Er besteht aus sechs (ursprünglich neun) Mitgliedern, die bis zur nächsten Wahl im Amt sind. Aus ihren Reihen wird ein Parlamentssprecher gewählt, der, wann immer nötig, das Parlament einberufen kann. Der Basterrat gilt als Sprachrohr zu den Bürgern und ist verpflichtet die Wünsche und Nöte der Bürger an den Captains Council zu übermitteln. Bei der Wahl des Rates muss ein Vertreter des Captains Council anwesend sein. Ursprünglich waren nur Bürger wahlberechtigt, die Steuern zahlten.
Die Vertreter des Basterrates erklärten am 20. März 1990 die Unabhängigkeit von Südwestafrika, das nur einen Tag später als Namibia  unabhängig wurde.

## Parlamentssprecher
- Mechiel Diergaard (1872–?)